# Gerard-Walschap-Preis
Der Gerard-Walschap-Preis (flämisch: Gerard Walschap Prijs, auch  Literatuurprijs Gerard Walschap-Londerzeel oder Seghers Literatuurprijs genannt) war ein belgischer Literaturpreis, der von 1999 bis 2009 zweijährlich verliehen wurde.
Der Preis wurde im Jahr 1998 durch die belgische Gemeinde Londerzeel in Zusammenarbeit mit der Seghers Better Technology Group ins Leben gerufen. Im Jahr 1998 wurde der einhundertste Geburtstag des Schriftstellers Gerard Walschap gefeiert, der in Londerzeel geboren wurde. Durch den Preis sollte Leben und Werk des Schriftstellers in Ehren gehalten werden. Die erste Preisverleihung fand am 31. Oktober 1999 auf der Buchmesse (Boekenbeurs) in Antwerpen statt.
Der Gerhard-Walschap-Preis war für junge Schriftsteller ausgeschrieben, die bisher nicht mehr als vier Prosawerke publiziert hatten. Bei dem Werk durfte es sich um einen Roman oder eine Erzählsammlung handeln, die ursprünglich in Niederländisch geschrieben worden war. Das Preisgeld betrug 7.500 Euro.
Seit 2005 wurde die Preisverleihung durch das Kunstzentrum für Literatur Behoud de Begeerte (Bewahre die Sehnsucht) in Antwerpen organisiert. Der Preis musste im Jahr 2010 eingestellt werden.

## Preisträger
- 1999: Erwin Mortier für seinen Debütroman Marcel.[1]
- 2001: Josse De Pauw für Werk[2]
- 2003: Ilja Leonard Pfeijffer für Rupert: een bekentenis
- 2005: Tom Naegels für Los
- 2007: Désanne van Brederode für Hart in hart[3]
- 2009: Christiaan Weijts für Via Cappello 23[4][5]

### Nominierte
- 2009: Rodaan Al Galidi für Dorstige rivier, Marente de Moor für De overtreder, Marc Reugebrink für Het grote uitstel, Annelies Verbeke für Groener gras, Willem Brinkman für Apentheater, Esther Gerritsen für De kleine miezerige god, Jeroen Olyslaegers für Wij.
- 2007: Peter Delpeut für Het vergeten seizoen, Hans Den Hartog Jager für Maltus, Vincent Overeem für Novembermeisjes, Yves Petry für De achterblijver, Joyce Roodnat für Sterrenschot, Chika Unigwe für De feniks, Christiaan Weijts für Art. 285b.[6]
- 2005: Annelies Verbeke für Slaap!, Stephan Enter für Lichtjaren, Tommy Wieringa für Joe Speedboot, Ernst Timmer für Zwarte ogen.
- 2001: Robert Anker für Een soort van Engeland, Jan Van Aken für Een valse dageraad, Thomas Rosenboom für Publieke werken, Stephan Enter für Winterhanden, Arnon Grunberg für Fantoompijn, Pauline Slot für Blauwbaard, Marek van der Jagt für De geschiedenis van mijn kaalheid